# Geeti Amiri
Geeti Amiri (født 21. juni 1989 i Kabul) er en dansk debattør med speciel fokus på den nydanske kvindekamp. Hun mener, at mange nydanskere sidder fast i forstokkede og kvindeundertrykkende værdisæt. Hun begyndte at blogge på Berlingskes Politiko, og siden november 2015 har hun været blogger under Ekstra Bladet.
Amiri er datter af en afghansk minister, der blandt andet har undervist på Harvard og Kabul Universitet i arkæologi.
Hun taler dansk, urdu, farsi og engelsk
og har studeret sociologi og statskundskab på Københavns Universitet. Ifølge et interview i Politiken i august 2017, hvor hun udnævnte folkeskolelærere til en af de fem søjler i det danske samfund (sammen med socialrådgivere, politibetjente, sygeplejersker og pædagoger), ville hun i februar 2018 påbegynde en læreruddannelse.

## Udgivelser
I 2016 udgav hun bogen Glansbilleder
om sin familie og sin opvækst som flygtning i først Indien og siden Danmark, om frihedsberøvelse, storebroderens vold og sin tvangsfjernelse og om sin splittelse mellem dansk og afghansk kultur. Ifølge Informations Charlotte Aagaard var bogen en "vedkommende og medrivende befrielsesfortælling".
I forbindelse med bogudgivelsen har hun fortalt, hvordan det blev et vendepunkt for hende at læse Rushy Rashids selvbiografiske roman Et løft af sløret, som også handler om sociale normer og om at føle sig splittet mellem to forskellige kulturer.
I 2022 udgav Amiri romanen Mosaik.